# Gunungsirah
Gunungsirah is een bestuurslaag in het regentschap Kuningan van de provincie West-Java, Indonesië. Gunungsirah telt 2402 inwoners (volkstelling 2010).